# 奧斯塔嶺

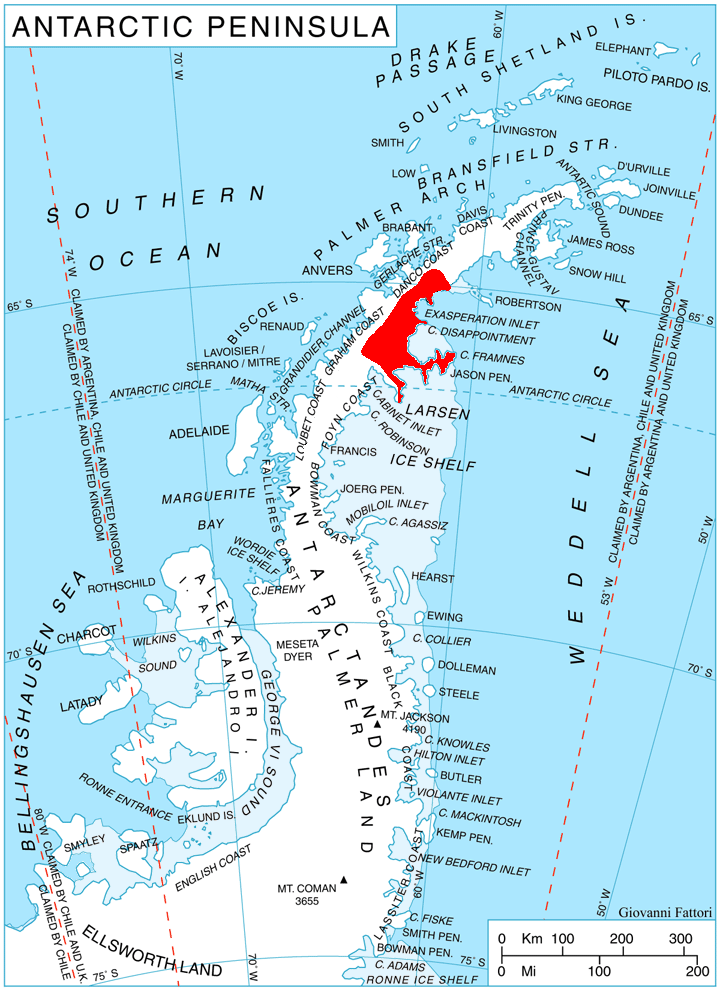

奧斯塔嶺是南極洲的山嶺，位於葛拉漢地，南面是克倫冰川，長24公里、寬11公里，最高點海拔高度1,500米，該半島以保加利亞南部的鄉鎮命名。

## 外部連結
- Austa Ridge. （页面存档备份，存于） SCAR Composite Antarctic Gazetteer.

65°15′30″S 62°16′00″W / 65.25833°S 62.26667°W